# Pseudacris maculata
Pseudacris maculata е вид земноводно от семейство Дървесници (Hylidae).

## Разпространение
Видът е разпространен в Канада и САЩ.